# Georg Hólm
Georg Holm (* 6. dubna 1976, Island) je baskytarista v islandské post-rockové skupině Sigur Rós. Spolu s Jons je spoluzakladatelem kapely.

## Osobní život
Georg Holm má ženu jménem Svanhnít. Mají spolu dceru, která se jmenuje Elena. Georg má také nevlastní dceru jménem Salka, po níž se jmenuje jedna z písní od Sigur Rós. Georgův otec Haukur je reportér v islandské televizi.
Georg má také dva bratry: Kjartan Dagura Holm (1989), který je kytarista v kapele For a Minor Reflection a Starriho Holm (1999).

## Zajímavosti
Je jediným členem kapely, který nemá patronymické jméno. Na Islandu mají převahu patronymická jména (tj. např. Sigurdsson = Sigurðův syn), výjimkou jsou přistěhovalci, ale také potomci bohatých šlechticů na Islandu, kteří dali přednost klasickým příjmení.
Myšlenka Jónsiho hraní na kytaru pomocí smyčce vznikla tak, že třetí spoluzakladatel a už i bývalý člen kapely Agus dostal k narozeninám smyčec a Georg to vyzkoušel na své base, zvuk se mu však nelíbil. Pak zkusil smyčec použít Jónsi, kterému se to zalíbilo.